# André Lefevere
André Alphons Lefevere (Gante, 19 de junio de 1945 – Austin, Texas, 27 de marzo de 1996) fue un teórico de la traducción, profesor de los Departamentos de Lenguas Germánicas y de Literatura Comparada de la Universidad de Texas, profesor Honorario de Estudios de Traducción de la Universidad de Warwick, y autor de numerosas publicaciones en el campo de la traductología y en su incidencia sobre la literatura.

## Refracciones (Refractions)
El concepto refracción fue introducido por primera vez por Lefevere en 1980 en su artículo Mother's Courage Cucumbers: Text, System and Refraction in a Theory of Literature para referirse a las transformaciones que ocurren cuando un texto al ser traducido pasa de una cultura a otra. Asimismo, las refracciones son para Lefevere prácticas que actúan sobre la legibilidad de un texto, con el objetivo de orientar el modo de lectura en vista de un público determinado (ibid). La traducción, al igual que la crítica literaria, la historiografía, las antologías, la edición o las adaptaciones, son una refracción la cual debe ser analizada en relación con las instancias que se dan en el sistema literario (críticos, académicos, traductores, poéticas dominantes, formas de patronazgo) ligadas al poder y la ideología.
Puesto que las traducciones han sido utilizadas generalmente para manipular el canon literario de un autor extranjero en aras de las corrientes ideológicas y poéticas de una cultura en particular, esta manipulación se puede observar en el caso de las refracciones. Para Lefevere, las refracciones denotan las reescrituras con el fin de adecuarlos a un nuevo público. En el proceso, se puede llegar a cambiar o bien cualquier aspecto, o bien muy poco.
Podemos distinguir tres tipos de refracciones:
1. Foreignizing refraction: La adecuación del texto traducido a la cultura meta queda al cargo del lector o de la lectora.
2. Domesticating refraction: La adecuación corre por cuenta del traductor o de la traductora.
3. Mediation: La adecuación es realizada en parte en la traducción y en parte en la lectura.[6]

## Reescritura (Rewriting)
Basándose en las nociones del polisistema de teóricos como Itamar Even-Zohar, Lefevere, en su obra Translation, Rewriting and the Manipulation of Literary Fame, ha introducido el concepto de reescritura (rewriting), el cual está vinculado a la traducción literaria y que contempla la traducción como un producto cultural del sistema receptor. Ello se da bajo una serie de restricciones como son el poder de personas o instituciones, (patronage), la ideología y las poéticas. Esto es, la traducción se produce en base al texto original con la intención de adaptar el original a la ideología de un sistema diferente, interpretando el concepto de ideología como algo que consiste en unas opiniones y actitudes consideradas aceptables en una sociedad y momento determinados.
Según lo define Lefevere, la reescritura puede darse en el sistema literario de dos maneras. La primera, siendo los tipos de reescritura más evidentes, es decir, las traducciones. La segunda, de tipos menos evidentes como son la crítica, la historiografía, la divulgación científica, la docencia o la producción teatral. La hipótesis sobre la traducción de este sistema de reescritura se basa precisamente en analizar los procesos de traducción abandonando, al menos parcialmente, la lingüística y las disciplinas interpretativas en general, además de la teoría de la información.
Lefevere, junto con Gideon Toury, James Holmes y Jose Lambert, puede considerarse uno de los académicos más destacados que han hecho de la traductología una disciplina autónoma. En colaboración con Susan Bassnett, publica en 1990 Translation, History and Culture, una recopilación de ensayos donde se arguye el hecho de que el estudio de la práctica de la traducción se ha ido alejando de la fase del formalismo ruso y ha empezado a considerar cuestiones de contexto, cultura e historia más amplios. Este cambio en la traductología recibió el nombre de giro cultural (cultural turn).

## Obras
- Translating Poetry: Seven Strategies and a Blueprint, 1975
- Literary Knowledge: A Polemical and Programmatic Essay on its Nature, Growth, Relevance and Transmission, 1977
- Translating Literature: The German Tradition, 1977
- The Tradition of Literary Translation in Western Europe: A Reader, 1991
- Translation, History, Culture: A Sourcebook, 1992
- Translating Literature: Practice and Theory in a Comparative Literature Context, 1992
- Constructing Cultures (with Susan Bassnett). London: Multilingual Matters, 1997